# 塞科普夫山
71°17′S 13°42′E / 71.283°S 13.700°E
塞科普夫山（英語：Mount Seekopf）是南極洲的山峰，位於毛德皇后地的阿斯特里德公主海岸，屬於沃爾塔特山脈的一部分，海拔高度1,300米，由德國探險隊發現和命名。